# Bujar Nishani
Bujar Nishani (n. 29 septembrie 1966, Durrësi, Albania – d. 28 mai 2022, Berlin, Germania) a fost un om politic albanez.
În perioada 25 aprilie 2011 - 12 iunie 2012 a fost ministru de interne. Din 24 iulie 2012 și până la 24 iulie 2017 a fost președintele Albaniei.